# Machaerium tolimense
Machaerium tolimense är en ärtväxtart som beskrevs av Velva Elaine Rudd. Machaerium tolimense ingår i släktet Machaerium och familjen ärtväxter. Inga underarter finns listade i Catalogue of Life.